# Аликоновка
Алико́новка — посёлок в Ставропольском крае России. Входит в городской округ город-курорт Кисловодск.

## География
Расстояние до краевого центра: 238 км.

## История
На 1 марта 1966 года хутор Аликановка входил в состав Зеленогорского сельсовета Предгорного района:23.
Аликоновский сельский Совет народных депутатов был образован 28 июня 1980 года. Административно подчинён Кисловодскому городскому Совету народных депутатов. В сельсовет входили семь посёлков: Аликоновка, Белореченский, Зеленогорский, Индустрия, Луначарский, Нарзанный и Новокисловодский.
С 1992 года — Аликоновская сельская администрация города Кисловодска Ставропольского края.
С 18 марта 1996 года сельская администрация реорганизована в Аликоновский сельский округ города Кисловодска.

## Население
| 1989 | 2002  | 2010  | 2014  | 2020  | 2021  |
| ---- | ----- | ----- | ----- | ----- | ----- |
| 744  | ↗1078 | ↗1297 | ↘1100 | ↗1206 | ↗1659 |

По данным переписи 2002 года в национальной структуре населения Аликоновки преобладают русские (70 %).

## Инфраструктура
- Управление по вопросам местного самоуправления посёлков администрации города-курорта Кисловодска
- Дом культуры «Аликоновка» города-курорта Кисловодска.
- Подсобное сельское хозяйство «Зеленогорское» Управления санаториями на Кавминводах (бывший совхоз № 2, совхоз «Зеленогорский»). Упоминается в 1943-1991 годах[10]

## Спорт
В районе Дома культуры расположено футбольное поле. В 2018 году начато строительство скейтпарка и велодрома.

## Связь
Из-за сложного рельефа местности населённый пункт находится вне зоны покрытия цифровым телевизионным вещанием.